# (3783) Morris
(3783) Morris est un astéroïde de la ceinture principale.

## Description
(3783) Morris est un astéroïde de la ceinture principale. Il fut découvert le 7 octobre 1986 à la station Anderson Mesa par Edward L. G. Bowell. Il présente une orbite caractérisée par un demi-grand axe de 2,27 UA, une excentricité de 0,17 et une inclinaison de 6,2° par rapport à l'écliptique.

## Compléments